# 離島區
離島區（英語：Islands District）是香港十八區面積最大的一區，面積佔全香港的16%；主要包括香港南及西南面多個離島，當中包括面積最大的島嶼大嶼山的大部分，2023年人口為195,700人，為全港人口第二少的一區。

## 地理
「離島（Outlying Islands）」是指香港境內遠離維多利亞港的島嶼，尤指位於南及西南面，人口較多之數個島嶼如南丫島、長洲、坪洲及大嶼山等，有着與市區截然不同的景色。來往此等離島及市區之渡輪航線主要集中於中環港外線碼頭（至於東南的西貢區及東北的大埔區和北區的島嶼由於人口較少，則多使用街渡）。
過往大部分離島居民仍是以農村生活為主，主要人口集中於大嶼山梅窩、坪洲、南丫島、長洲等。此外交通的不便也使香港離島的新市鎮發展較香港其他地方為遲，青衣於1973年起才為荃灣新市鎮發展的一部分，位於大嶼山北部的東涌更於1994年起因香港機場核心計劃的公佈才發展為東涌新市鎮。
離島區主要島嶼如下：
- 坪洲
- 赤鱲角（三跑部屬屯門區）
- 長洲
- 喜靈洲
- 交椅洲
- 南丫島
- 大嶼山（東北部屬荃灣區）
- 蒲苔群島
- 石鼓洲
- 小鴉洲
- 大鴉洲
- 周公島

## 歷史
大部份離島隨新界於1898年租借予英國。

## 行政區劃

### 民政事務專員
現任離島區民政事務專員為楊蕙心女士，於2020年7月18日接替李炳威出任該區專員。

#### 歷任政務專員及民政事務專員
- 蘇啟龍先生（任期：1989年10月16日－1993年2月16日）[3][4]
- 王國彬先生（任期：1993年2月17日－1998年1月1日）[5][6]
- 陳念德先生（任期：1998年1月2日－2003年10月5日）[7]
- 馮浩然先生（任期：2003年10月6日－2006年10月2日）[8]
- 林聖傑先生（任期：2006年10月3日－2010年9月5日）[9]
- 劉錦泉先生（任期：2010年9月6日－2013年1月13日）[10]
- 李炳威先生（任期：2013年1月14日－2020年7月17日）[11]
- 楊蕙心女士（任期：2020年7月18日至今）

### 區議會
離島區議會負責就該區的社區設施、衞生環境、運輸及交通、房屋政策及居住環境改善等事宜，向政府反映意見。第六屆離島區議會有10名民選議員及8位當然議員，現任離島區議會主席是余漢坤先生，副主席是黃文漢先生。離島區議會是香港十八個區議會之一，負責協助處理離島區的事務，共有18名議員，現屆離島區議會現任12名議員當中10名為建制派議員，只有2名為民主派議員。

### 統計資料
根據2011年的人口普查資料，離島區的人口資料如下：
| 人口特徵 - 人口： 141,327 人 - 15歲以下： 14.9% - 15至64歲： 75.4% - 65歲及以上： 9.7% - 年齡中位數： 34 歲 - 15歲及以上從未結婚人口比例 - 男性： 32.2% - 女性： 29.8% 教育 - 6至18歲人口就學比率： 90.7% - 20歲及以上非就學人口具專上教育程度比例： 21.9% 勞動人口特徵 - 勞動人口： 73.984 人 - 勞動人口參與率 - 男性： 67.6% - 女性： 56.3% - 合計：61.5% - 工作人口每月主業收入中位數：11,000港元 | 住戶特徵 - 家庭住戶數目： 183,301 戶 - 家庭住戶平均人數： 3.3 人 - 家庭住戶每月收入中位數： 21,000 港元 房屋特徵 - 有人居住的屋宇單位數目： 29,568 個 - 每個屋宇單位的平均家庭住戶數目： 1.01 戶 - 自置居所住戶在家庭住戶總數目中所佔的比例： 56.4% - 家庭住戶每月按揭供款及借貸還款中位數： 7,864 港元 - 按揭供款及借貸還款與收入比率中位數： 26.0% - 家庭住戶每月租金中位數： 3,951 港元 - 租金與收入比率中位數： 18.6% |

## 社區環境

### 公共房屋
- 長貴邨（長洲）
- 雅寧苑（長洲）
- 富東邨（大嶼山東涌）
- 裕東苑（大嶼山東涌）
- 逸東邨（大嶼山東涌，分為逸東（一）邨、逸東（二）邨）
- 迎東邨（大嶼山東涌）
- 滿東邨（大嶼山東涌）
- 裕泰苑（大嶼山東涌）
- 裕雅苑（大嶼山東涌）
- 龍田邨／龍軒苑／天利苑（大嶼山大澳）
- 銀灣邨（大嶼山梅窩）
- 金坪邨（坪洲）
- 坪麗苑（坪洲）

### 私人屋苑
- 愉景灣
- 東堤灣畔
- 海堤灣畔
- 藍天海岸
- 映灣園
- 翠濤花園
- 東灣豪園
- 嘉暉花園
- 澄碧邨
- 昇薈
- 東環

### 商場
- 東薈城
- 翔天廊（重建中）
- 富東商場
- 逸東商場
- 迎東商場
- 裕雅商場（將於2023年夏季開啟）
- 滿樂坊
- 映灣薈
- 11 SKIES（逐步於2023至2025年投入營運）
- 小蠔灣（即將興建）

### 文康設施
康文署轄下的健身室：

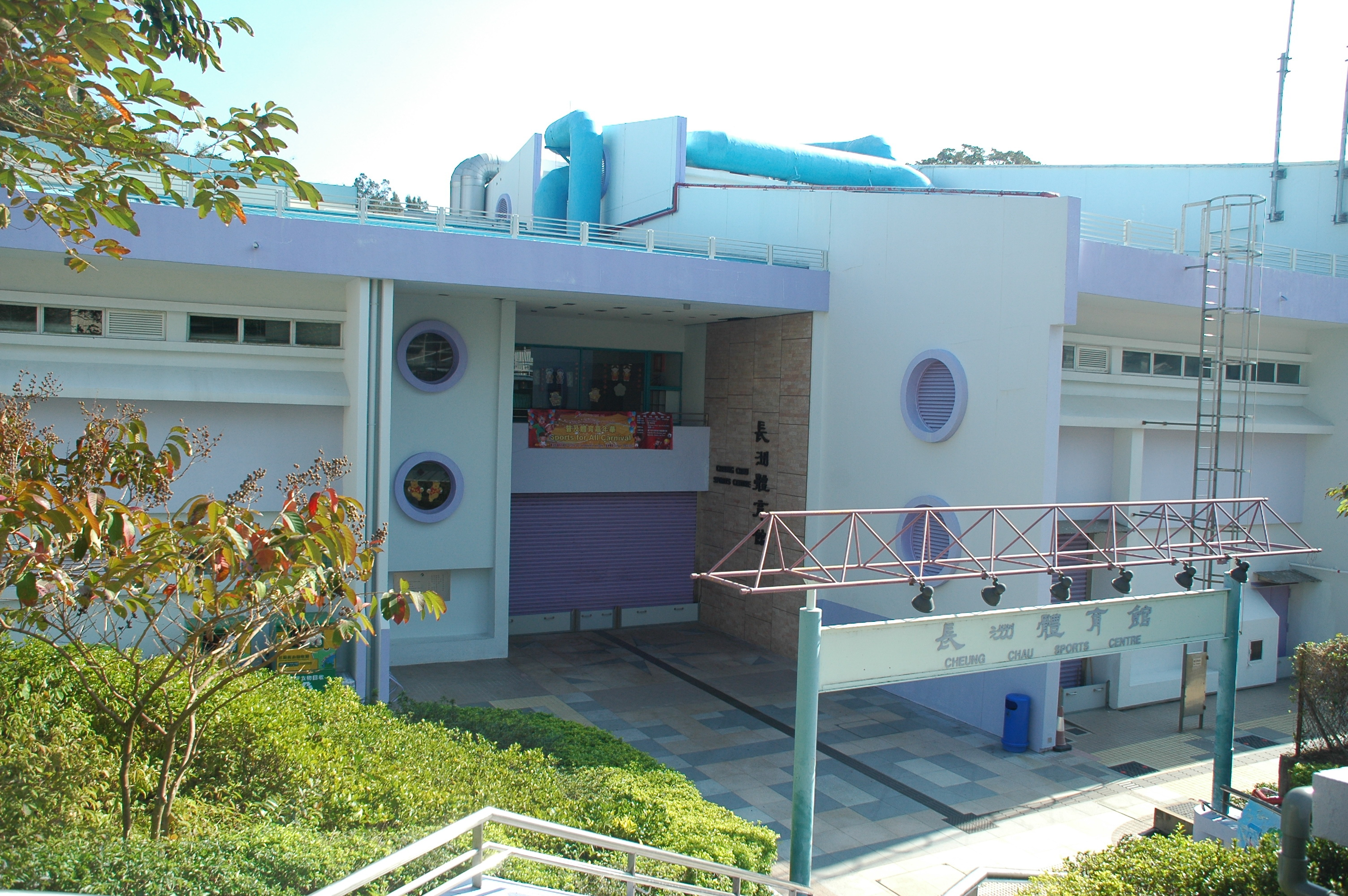
長洲體育館

- 東涌體育館：東涌文東路39號東涌市政大樓2樓
- 梅窩體育館：梅窩銀石街9號梅窩市政大廈
- 長洲體育館：長洲南蛇塘
- 坪洲體育館：坪洲寶坪街6號坪洲市政大廈

## 學校

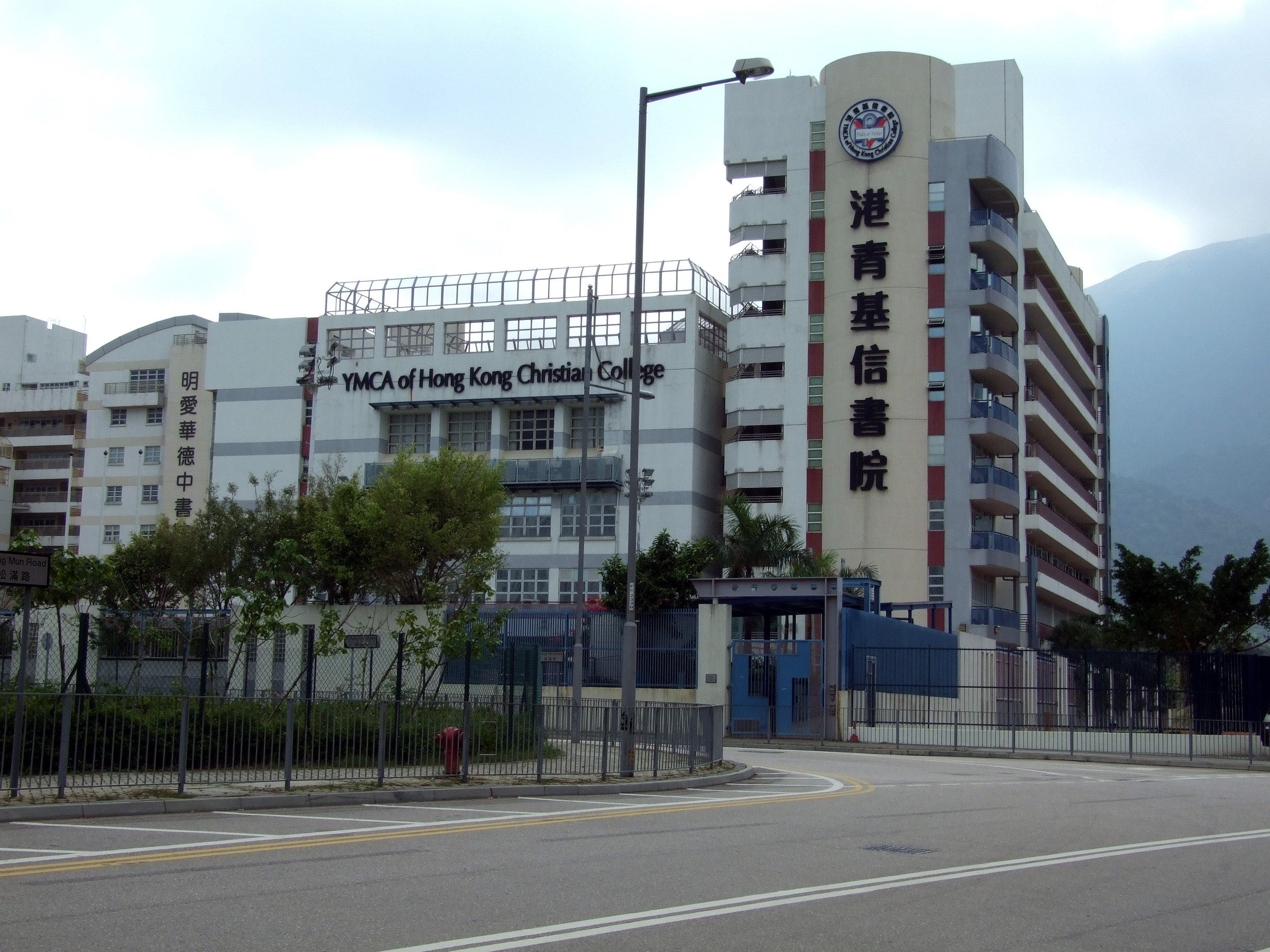
港青基信書院，是東涌內唯一一所以英文授課的中學

### 中學教育
| - 長洲官立中學 - 佛教筏可紀念中學 - 佛教慧因法師紀念中學 |  | - 保良局馬錦明夫人章馥仙中學 - 嗇色園主辦可譽中學暨可譽小學 - 東涌天主教學校 |  | - 靈糧堂怡文中學 - 明愛胡振中書院 - 港青基信書院 |  | - 香港教育工作者聯會黃楚標中學 - 明愛陳震夏郊野學園 |

### 小學教育
| - 南丫北段公立小學 - 國民學校 - 長洲聖心學校 - 中華基督教會長洲堂錦江小學 |  | - 中華基督教會大澳小學 - 梅窩學校 - 杯澳公立學校 - 寶安商會溫浩根小學 |  | - 青松侯寶垣小學 - 嗇色園主辦可譽中學暨可譽小學 - 東涌天主教學校 - 靈糧堂秀德小學 |  | - 救世軍林拔中紀念學校 - 香港教育工作者聯會黃楚標學校 - 聖家學校 - 聖公會偉倫小學 |  | - 智新書院 |

### 醫療服務
公營醫院（港島東聯網）（九龍西聯網）
- 長洲醫院 – 提供基健及急症服務。
- 北大嶼山醫院– 於2013年9月開始分階段投入服務。服務範圍包括急症室、社區健康中心、專科門診及社區外展服務。

公營診所
- 北南丫普通科門診診所
- 索罟灣普通科門診診所
- 東涌健康中心
- 大澳賽馬會普通科門診診所
- 梅窩普通科門診診所
- 坪洲普通科門診診所

## 大型基建

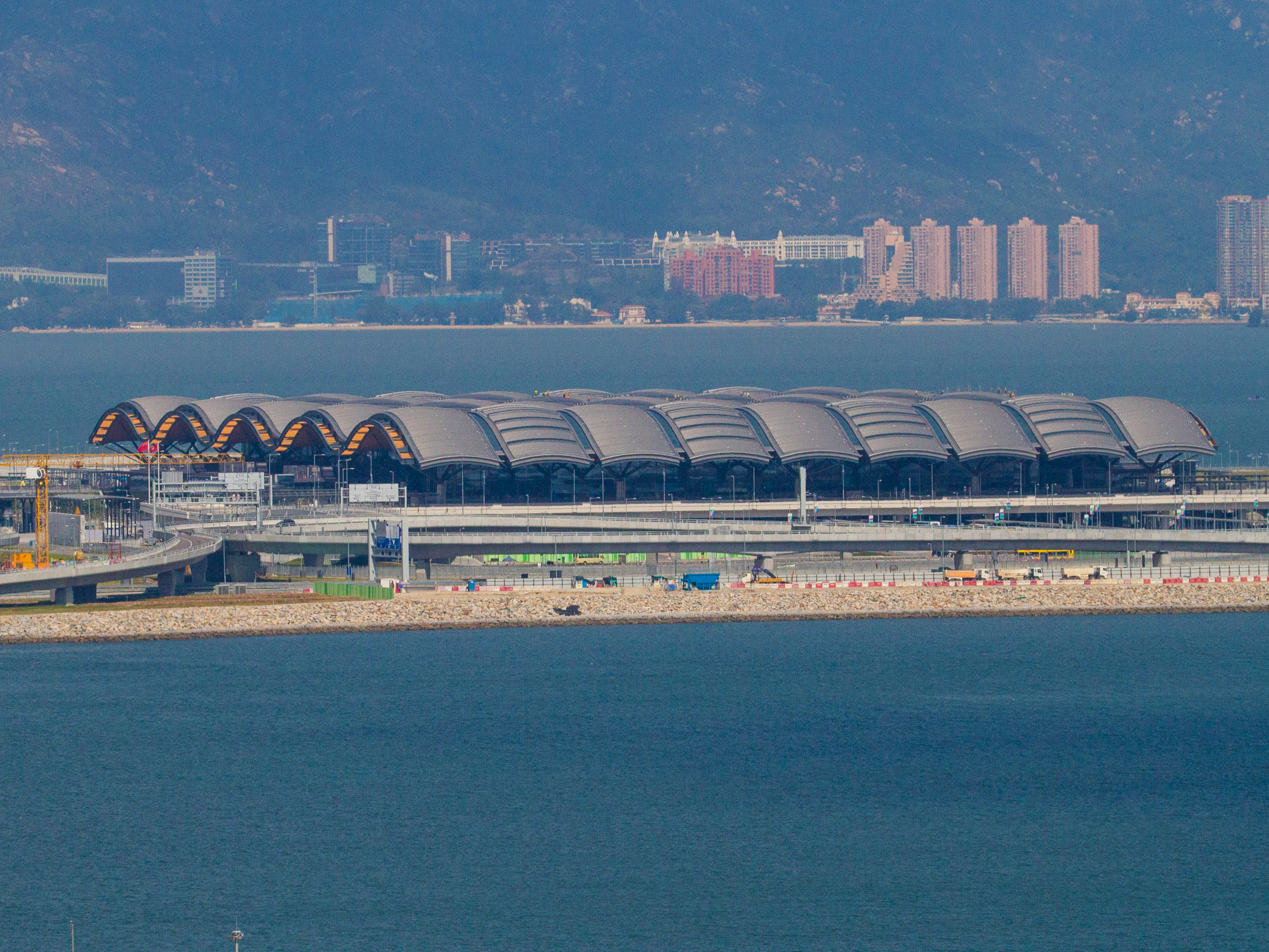
港珠澳大橋香港口岸

離島區是香港唯一中電集團（除南丫島外其他島嶼）和港燈（南丫島）都設有供電網絡的區份。
- 香港國際機場
  - 香港國際機場一號客運大樓
  - 香港國際機場二號客運大樓
  - 空運貨站
  - 飛機維修區
- 亞洲國際博覽館
- 11 SKIES
- 港珠澳大橋香港口岸
- 香港迪士尼樂園度假區
- 南丫發電廠
- 南丫風采發電站

## 旅遊
- 寶蓮寺、寶林禪寺、天壇大佛及昂坪市集
- 梅窩（銀礦灣）
- 大澳水鄉
- 長洲北帝廟
- 張保仔洞
- 南丫島鹿洲天后廟
- 索罟灣天后廟
- 蒲台島
- 香港迪士尼樂園（美國小鎮大街以南）

### 酒店
- 富豪機場酒店
- 香港天際萬豪酒店
- 諾富特東薈城酒店
- 大澳文物酒店
- 華威酒店
- 銀鑛灣渡假酒店
- 香港迪士尼樂園酒店
- 迪士尼好萊塢酒店
- 迪士尼探索家度假酒店
- 東薈城美憬閣酒店

## 交通
香港國際機場位於離島區，其第三條跑道及北側客運大樓的一部分則位於屯門區。

### 港鐵
- █  東涌綫：東涌站（未來發展：小蠔灣站、東涌東站、東涌西站）
- █  機場快綫：機場站、博覽館站

### 纜車
- █  昂坪360：東涌站、昂坪站

### 道路

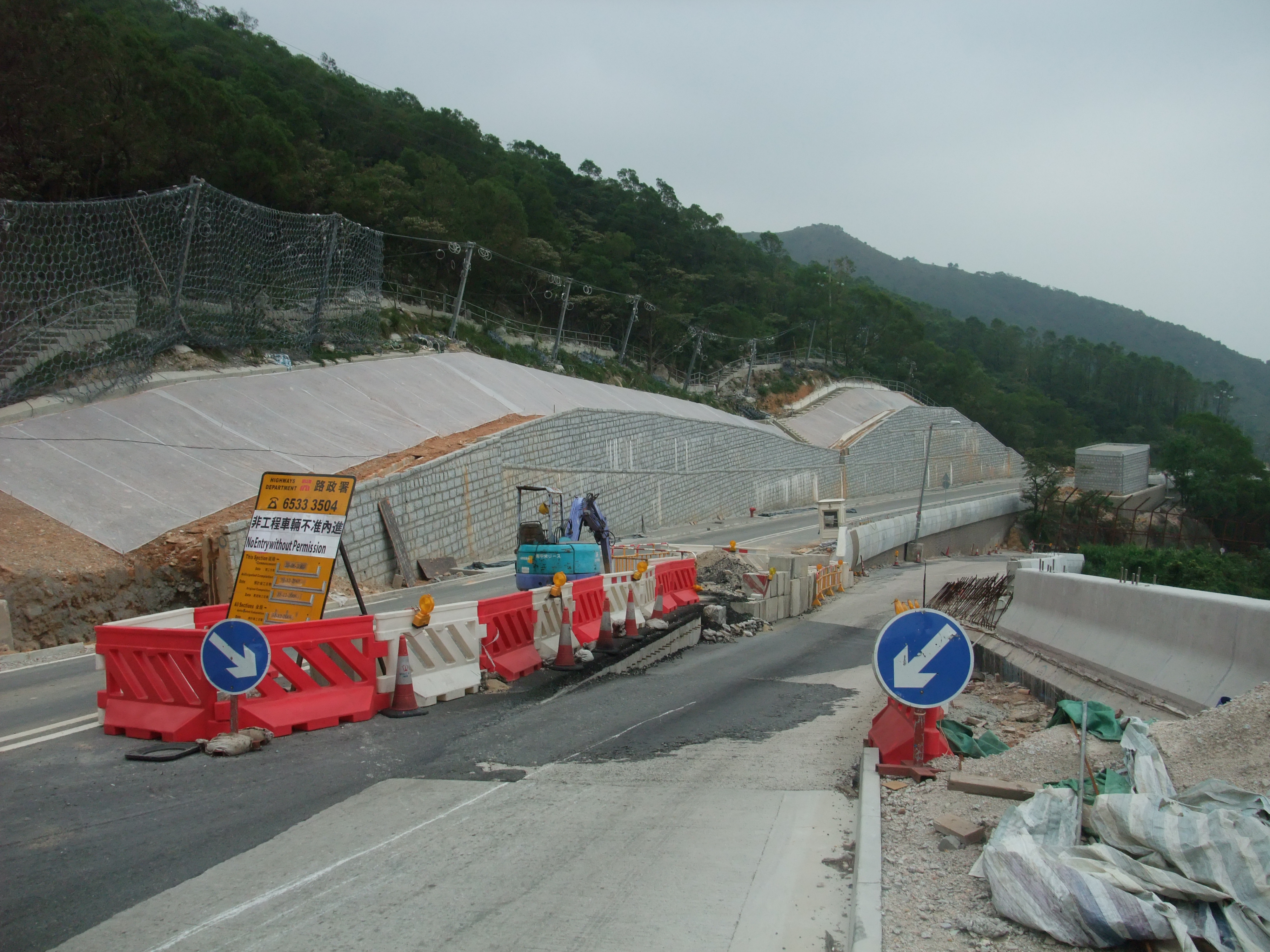
圖為東涌道的最高處 - 伯公坳

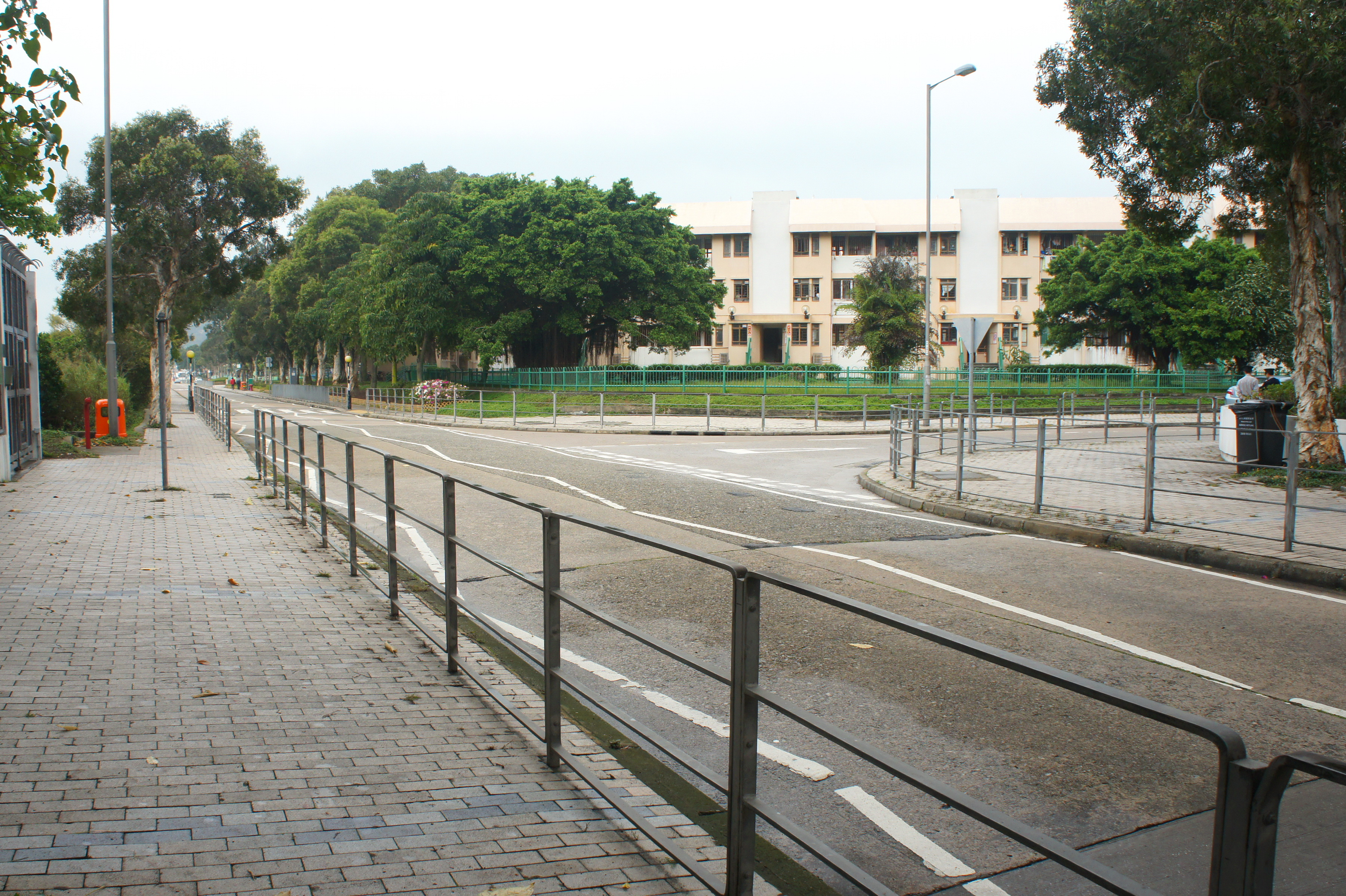
大澳道向西望，左方為佛教筏可紀念中學，右前方為龍田邨天喜樓

幹線道路
- 8號幹線：北大嶼山公路、機場路

| 市區道路 - 港珠澳大橋 - 港珠澳大橋香港接線 - 屯門至赤鱲角連接路 - 順朗路 - 觀景山隧道 - 赤鱲角南路 - 裕東路 - 順東路 - 怡東路 - 東涌海濱路 - 文東路 - 愉景灣道 - 愉景灣隧道 - 機場隧道 - 赤鱲角路 - 迎禧路 - 迎東路 - 健東路 - 東榮路 - 機場路 - 駿運路 - 東岸路 | 郊區道路 - 翔東路 - 東涌道 - 嶼南道 - 羗山道 - 大澳道 - 昂平路 - 深屈道 |

### 巴士
巴士

### 居民巴士
- 愉景灣巴士
  - DB00R
  - DB01R
  - DB02A
  - DB02R
  - DB03P
  - DB03R

### 跨境巴士
- 東薈城 ⇄ 皇崗口岸線
- 東薈城 ⇄ 深圳京基百納廣場線
- 港珠澳大橋穿梭巴士
- 澳門-香港機場中轉巴士

### 的士
- 市區的士
- 新界的士
- 大嶼山的士

### 渡輪

#### 渡輪及街渡
- 中環 ⇄ 梅窩
- 中環 ⇄ 長洲
- 長洲 ⇄ 芝麻灣 ⇄ 梅窩 ⇄ 坪洲
- 中環 ⇄ 南丫島（榕樹灣）
- 中環 ⇄ 南丫島（索罟灣）
- 中環 ⇄ 坪洲（特別班次：坪洲 ⇄ 喜靈洲）
- 中環 ⇄ 愉景灣
- 香港仔 ⇄ 北角村 ⇄ 南丫島榕樹灣
- 香港仔 ⇄ 南丫島模達灣 ⇄ 南丫島索罟灣
- 屯門 ⇄ 東涌 ⇄ 沙螺灣 ⇄ 大澳

#### 跨境渡輪
珠江客運
- 海天中轉大樓 ↔ 中山中山港
- 海天中轉大樓 ↔ 深圳蛇口郵輪中心
- 海天中轉大樓 ↔ 東莞虎門太平港
- 海天中轉大樓 ↔ 珠海九洲港
- 海天中轉大樓 ↔ 深圳机场碼頭（深圳寶安國際機場）
- 海天中轉大樓 ↔ 廣州蓮花山港（目前暫停）（可在蓮花山港搭乘巴士前往广州东站汽车客运站香港国际机场城市候机楼[13]）
- 海天中轉大樓 ↔ 廣州琶洲港

噴射飛航
- 海天中轉大樓 ↔ 澳門外港客運碼頭
- 海天中轉大樓 ↔ 澳門氹仔客運碼頭
- 深圳蛇口郵輪中心 → 海天中轉大樓

金光飛航
- 海天中轉大樓 ↔ 澳門氹仔客運碼頭

### 未來

#### 道路
政府計劃在發展東大嶼都會的同時，興建由堅尼地城至東大嶼都會的海底隧道。

## 外部連結
- 離島區區議會網頁
- 離島區分界圖 （页面存档备份，存于）
- 離島之旅 - 歡迎頁
- 離島 | 香港旅遊發展局 （页面存档备份，存于）
- 香港旅遊討論區 - 離島熱點